# Marseille (serie televisiva)
Marseille è una serie televisiva francese creata da Dan Franck. La serie ha come protagonista Gérard Depardieu, ed è stata la prima produzione francese di Netflix.
La prima stagione, composta da 8 episodi, è stata distribuita globalmente il 5 maggio 2016. A giugno 2016 la serie viene rinnovata per la seconda stagione che è stata distribuita globalmente sempre da Netflix il 23 febbraio 2018.
Il 20 aprile 2018 Netflix ha annunciato che la terza stagione della serie non verrà realizzata.

## Trama

### Prima stagione
Dopo vent'anni passati come sindaco di Marsiglia per l'UMP, Robert Taro si prepara a lasciare il proprio incarico dopo aver indicato il suo delfino, Lucas Barres, come suo successore. Prima di andarsene però vuole portare a termine l'iter per l'avvio dei lavori di riqualificazione e rilancio del porto della città che prevedono la costruzione di un grande e moderno casinò che diventerebbe la sua eredità per la città.
Improvvisamente tuttavia, Taro si ritrova a sfidare in un'accesa campagna elettorale il suo ex-protetto, Lucas Barres, che lo ha tradito votando contro il suo progetto. Intorno a questo duello si muovono intrighi tra politica e malavita contraria al casinò che danneggerebbe il giro delle slot machine.

## Personaggi e interpreti

### Principali
- Robert Taro, interpretato da Gérard Depardieu.
Sindaco di Marsiglia da vent'anni, ha deciso di ritirarsi dalla vita politica della città a cui ha dedicato tutto ma il tradimento di Barres lo spinge a candidarsi nuovamente. Fa parte dell'UMP fin dalla sua fondazione ma lo lascia dopo aver rivelato alcune frodi riguardanti i bilanci per vendicarsi della mancata espulsione dal partito di Barres. Fa uso di cocaina per sopportare i disturbi provocati da un cancro di cui nessuno è a conoscenza.
- Lucas Barres, interpretato da Benoît Magimel.
Da sempre pupillo di Taro, decide di tradire il vecchio mentore boicottando il suo progetto per la riqualificazione del porto di Marsiglia. È legato alla malavita della città.
- Rachel Taro, interpretata da Géraldine Pailhas.
Moglie di Robert. È una violoncellista molto brava ma ha scoperto di recente di soffrire di Siringomielia, una malattia degenerativa che le paralizzerà gli arti impedendole così di suonare.
- Vanessa D'Abrantes, interpretata da Nadia Farès.
Ambiziosa femme fatale, moglie di uno dei collaboratori di Taro. Da anni amante e consigliera segreta di Barres.
- Julia Taro, interpretata da Stéphane Caillard.
Figlia di Robert e Rachel. Da poco tornata dal Canada, dove era a studiare, ha cominciato una carriera da giornalista. Aspira a documentare la vita all'interno delle periferie degradate di Marsiglia.

### Secondari
- Dottor Osmond, interpretato da Hippolyte Girardot
- Pharamond, interpretato da Éric Savin
- Pierre Chasseron, interpretato da Pascal Elso
- Alain "Costa" Costabone, interpretato da Lionel Erdogan.
Collaboratore molto vicino a Taro.
- Selim, interpretato da Nassim Si Ahmed.
Amico di Éric, comincia ad uscire con Julia rovinando la sua amicizia con Éric. Per vivere fa lo spacciatore nel suo quartiere.
- Éric, interpretato da Guillaume Arnault.
Amico ed ex-fidanzato di Julia di cui è stato sempre innamorato. Inizialmente dedito a compiere piccoli crimini insieme al suo amico Selim, si addentrerà sempre più nella malavita dopo il tradimento di quest'ultimo con Julia.
- Farid, interpretato da Hedi Bouchenafa.
Malavitoso e piccolo boss del quartiere dove vivono Eric e Selim.
- Ange Cosini, interpretato da Jean-René Privat.
Ricco personaggio di spicco della malavita, cerca di ostacolare il progetto del casinò di Taro in quanto influirebbe negativamente sul suo giro di slot-machine.
- Segretaria generale dell'UPM, interpretata da Maruschka Detmers.
A capo del partito di cui fanno parte Taro e Barres viene coinvolta nel duello fra i due. In passato ha avuto una relazione con Taro.
- Michel Duprez, interpretato da Gérard Meylan
- Rappresentante dell'agenzia immobiliare, interpretato da Antoine Coesens
- Chaïma Joste, interpretata da Nozha Khouadra
- Barbara, interpretata da Carolina Jurczak.
Migliore amica di Julia.
- Nasser, interpretato da Mourad Tahar Boussatha.
Malavitoso del quartiere.

## Episodi
| Stagione         | Episodi | Pubblicazione Francia | Pubblicazione Italia |
| ---------------- | ------- | --------------------- | -------------------- |
| Prima stagione   | 8       | 2016                  | 2016                 |
| Seconda stagione | 8       | 2018                  | 2018                 |

## Distribuzione
La serie è stata distribuita il 5 maggio 2016 in tutti i territori in cui Netflix è disponibile, anche in Ultra HD 4K.